# 南小倉站
南小仓站（日语：／ Minami-Kokura eki */?）位于北九州市小倉北区木町，是九州旅客铁道（JR九州）日丰本线的鐵路車站。

## 车站结构
岛式站台1台2线构成的地上车站，上跨式站房。

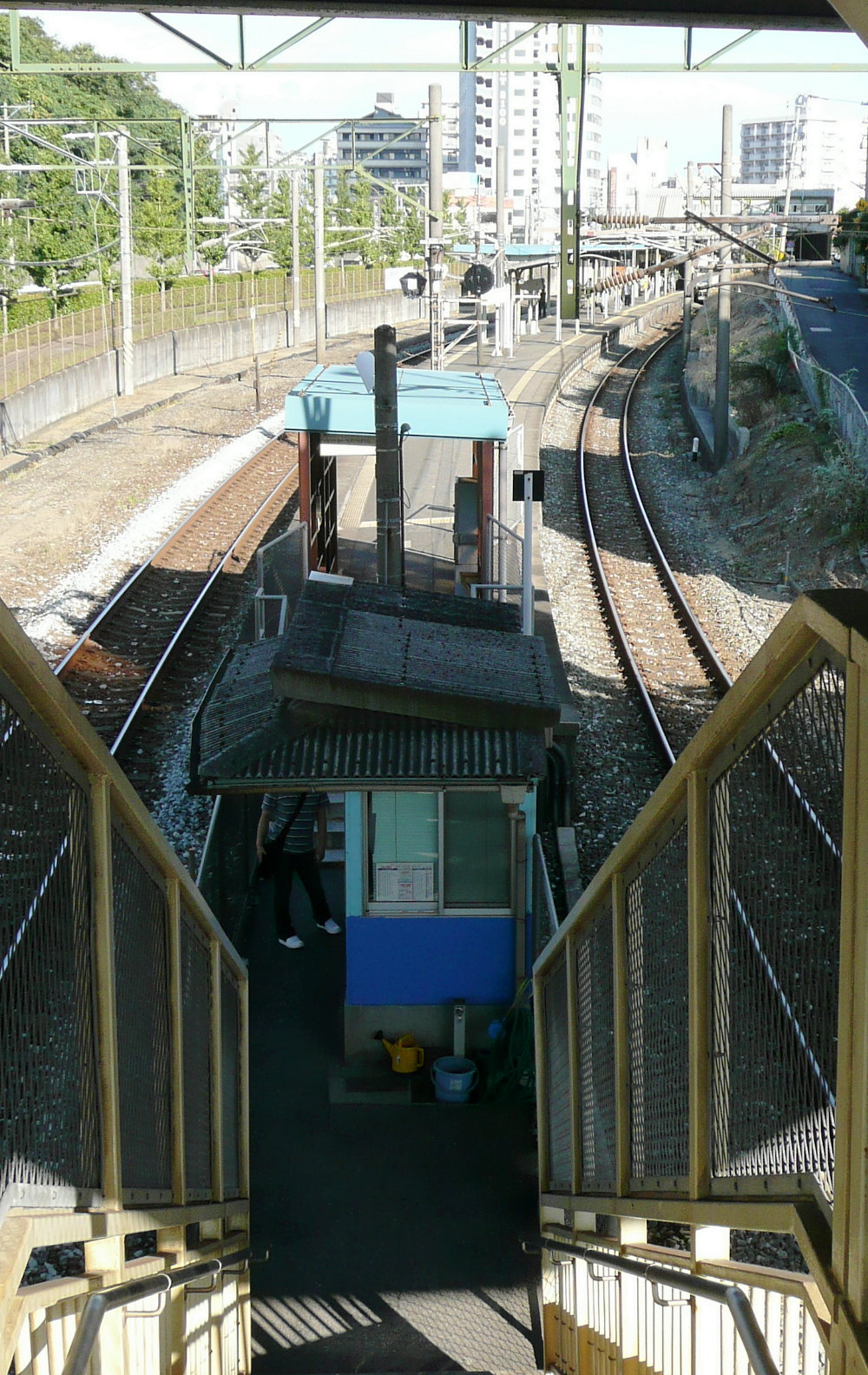
检票口

JR九州服务支持管理的业务委托站。设有绿色窗口和自动闸机，支持使用SUGOCA。

#### 站台
| 站台 | 路线                         | 方向 | 目的地                 |
| ---- | ---------------------------- | ---- | ---------------------- |
| 1    | 日丰本線                     | 下行 | 行桥、中津、宇佐方向   |
| 1    | 日田彦山線                   | 下行 | 田川后藤寺、添田方向   |
| 2    | 日丰本線 （ 包括日田彦山線） | 上行 | 小仓、門司港、下关方向 |

## 历史
- 1941年8月20日：作为铁道省南小仓信号场开业。
- 1943年10月1日：升级为南小仓站[4]开始办理客运业务，仅限定期票乘客[5]。
- 1944年12月1日：支持持普通车票旅客乘降[2][5]。
- 1970年11月1日：山田弹药库专用线停止使用[5]。
- 1973年7月31日：山田弹药库专用线废弃[5]。
- 1987年4月1日：国铁分割民营化后成为JR九州车站。
- 2008年3月17日：安装电梯。
- 2009年3月1日：支持使用SUGOCA[6]。
- 2017年3月4日：日田彦山線上行快速列车至石原町站各站停车，因此开始停靠本站。

## 使用情况
2018年度1日平均乘车人数5,008，在JR九州车站中排名在諫早站后，为41位。
| 年度   | 1日平均 乘车人数 |
| ------ | ---------------- |
| 2000年 | 6,144            |
| 2001年 | 5,822            |
| 2002年 | 5,415            |
| 2003年 | 5,443            |
| 2004年 | 5,231            |
| 2005年 | 5,146            |
| 2006年 | 5,033            |
| 2007年 | 5,091            |
| 2008年 | 5,125            |
| 2009年 | 5,110            |
| 2010年 | 5,131            |
| 2011年 | 5,141            |
| 2012年 | 5,086            |
| 2013年 | 5,066            |
| 2014年 | 4,879            |
| 2015年 | 4,923            |
| 2016年 | 4,933            |
| 2017年 | 4,970            |
| 2018年 | 5,008            |
| 2019年 | 5,020            |
| 2020年 | 4,168            |
| 2021年 | 4,390            |
| 2022年 | 4,577            |
| 2023年 | 4,767            |

## 相鄰車站
九州旅客鐵道
 日丰本線、 日田彦山線（日田彦山線小倉站至城野站区间为日豐本線）
■快速（只限上行）、■普通
西小倉（JF02/JI02）－南小倉（JF03/JI03）－城野 （JF04/JI04）

## 外部連結
- JR九州南小倉站網頁 （页面存档备份，存于）